# Гусев, Алексей Николаевич
Алексей Николаевич Гусев — советский и российский психолог, доктор психологических наук (2002), профессор (2009) факультета психологии МГУ, заместитель заведующего кафедрой психологии личности факультета психологии МГУ (2001). Координатор по вопросам информационно-технологического обеспечения. Руководитель ряда программ дополнительного образования факультета психологии МГУ, руководитель Учебно-методического коллектора «Психология», член Президиума Учебно-методического объединения университетов России по психологии. Член советов по защите докторских диссертаций Московского государственного университета им. М. В. Ломоносова, Ярославского государственного педагогического университета, Тверского государственного университета. Член редколлегий журналов: «Психологический журнал Высшей школы экономики», «Известия Российской Академии Образования», «Спортивный психолог», «Национальный психологический журнал». Член Большого Жюри (2002—2018) Национального психологического конкурса «Золотая Психея». Член Учёного совета и профкома факультета психологии МГУ (2006). Член Международного психофизического общества, член президиума Федерации психологов образования России. Заведующий лабораторий F2FGroup.

## Биография
Родился в 1956 году в Москве в семье служащих. В 1973 году окончил среднюю школу № 534 г. Москвы. В 1975 году поступил на вечернее отделение факультета психологии МГУ, которое окончил в 1981 году. Защитил докторскую диссертацию в 2002 году на тему «Дифференциальная психофизика сенсорных задач». C 1975 года занимал на факультете психологии МГУ им. М. В. Ломоносова различные должности: — лаборант, старший лаборант, младший научный сотрудник, научный сотрудник, доцент, профессор. С 1998 по 2002 год руководил Общим психологическим практикумом. С 2002 по 2009 год — профессор факультета психологии ГУ ВШЭ, руководитель Общего психологического практикума, председатель учебно-методической комиссии факультета.
С 1984 года участвует в выполнении грантов и руководстве различными научно-исследовательскими проектами, в том числе международными: ИОО фонда Джорджа Сороса (1994, 1997, 2001, 2002, 2001—2003), РГНФ (1993—1994), РФФИ (1999—2000), Федеральная целевая программа "«Формирование установок толерантного сознания и профилактика экстремизма в российском обществе (2001—2005 годы)» (руководитель проектов), Федеральная целевая программа развития образования на 2006—2010 годы (руководитель проектов). За последние восемь лет выполнил и руководил 12 проектами в рамках Федеральных целевых программ Минобрнауки РФ.
В качестве эксперта работает в РГНФ с 2002 года, ИОО фонда Сороса, проекте Auditorim.ru c 2002 года, Федеральная целевая программа «Формирование установок толерантного сознания и профилактика экстремизма в российском обществе (2001-2005 годы)», в Министерстве образования РФ (экспертиза и аккредитация Вузов) с 1997 года. Работает в качестве эксперта ИНО Центра (международные гранты) с 2003 года. Эксперт научных проектов Минобрнауки с 2003 года, эксперт РФФИ с 2011 года, эксперт РНФ с 2014 года.
Работает в президиуме Учебно-методического объединения университетов России (по психологии) c 1998 года.
Работает в редколлегиях журналов из списка ВАК:
- Психология. Журнал Высшей школы экономики
- Известия Российской Академии Образования
- Спортивный психолог
- Национальный психологический журнал

Работает в советах по защите докторских диссертаций по специальностям 19.00.01 и 19.00.03 (МГУ имени М. В. Ломоносова, Ярославский государственный педагогический университет, Тверской государственный университет.

## Научная деятельность
Сфера научных и педагогических интересов: психофизика, дифференциальная психология, компьютерная психодиагностика, математические методы в психологии; разработка и внедрение новых информационных технологий в учебный процесс, разработка компьютерных средств для обучения студентов-психологов и проведения экспериментальных исследований.
Под руководством А. Н. Гусева защищено 9 кандидатских диссертаций и 1 докторская диссертация.
Автор более 160 публикаций.

## Преподавательская деятельность
Преподает на факультете психологии МГУ курсы:
- Общая психология, раздел «Ощущение и восприятие» (для студентов 1 курса)
- Информационные технологии в психологии (для студентов 3 курса)
- Эмпирические методы в психологии личности (спецкурс для студентов 5 курса)
- Статистические методы в дифференциальной психологии (спецпрактикум, для студентов 4 курса)
- Технические и программные средства в психологическом исследовании: супервизия (для магистрантов 2-го года обучения)
- Программно-аппаратные средства психологических исследований (для аспирантов 1-го года обучения)

Под руководством М. Б. Михалевской принимал активное участие в разработке новой программы Общего психологического практикума, его технической и методической модернизации: было разработано большое число учебных заданий по разделам «Измерение в психологии», «Эксперимент в психологии» и «Лабораторные работы по общей психологии». Программа курса «Общий психологический практикум» в 2000 г.оду утверждена Минобразованием РФ. В рамках 15-летнего научно-методического сотрудничества с инженером кафедры общей психологии А. Е. Кремлёвым им была разработана компьютерная обучающая система «Практика», включающая несколько десятков учебных заданий, обеспечивающих работу студентов по различным разделам курса «Общий психологический практикум», «Общая психология», а также позволяющая исследователям конструировать новые методики в Факультет психологии. Данные программы внедрены на факультетах психологии в более 160 вузов России и ближнем зарубежье.
Один из авторов действующего образовательного стандарта подготовки студентов-психологов
Автор 5 учебных пособий, 2 учебников и 3 монографий. Основные учебные издания:
- Учебное пособие «Измерение в психологии. Общий психологический практикум» (1997, 1998, 2003, 2005 гг.).
- Учебник «Общая психология: в 7 т.: учебник для студентов высш. учеб. заведений. / Т.2: Ощущение и восприятие» (2007, 2009 гг.).
- Учебное пособие «Психологические измерения: Теория. Методы» (2011 г.).
- «Общий психологический практикум: Учебник для ВУЗов. Стандарт третьего поколения» / Под ред. С.А. Капустина. СПб., М., Питер, 2017.